# Gyula Bereznai
Dans le nom hongrois Bereznai Gyula, le nom de famille précède le prénom, mais cet article utilise l’ordre habituel en français Gyula Bereznai, où le prénom précède le nom.
Gyula Bereznai né le 1er mai 1921 à Sátoraljaújhely est un mathématicien hongrois et ancien chef de département au Collège de formation des enseignants de Nyíregyháza.

## Biographie
Son père était coiffeur, sa mère était femme au foyer. Après avoir terminé ses études primaires, il est diplômé du lycée de Kisvárda, puis de l'Université de Debrecen en tant qu'étudiant en physique à l'Université Eötvös Loránd de Budapest. Il a d'abord enseigné au secondaire, puis en 1962, il a été l'un des fondateurs du département de mathématiques du Collège de formation des enseignants de György Bessenyei (actuellement: université de Nyíregyháza), où il est ensuite devenu chef de département de 1969 à 1983.

## Travail
Sa spécialité était l'analyse mathématique. Ancien membre du comité de rédaction de Teaching Mathematics. Le concours mathématique nommé d'après Gyula Bereznai a lieu chaque année depuis 1991.
| Extrait de la publication Un critère de convergence simple: Théorème: S'il existe un réel {\displaystyle \sum _{}a_{n}} pour une chaîne numérique positive {\displaystyle p>e} et un tel {\displaystyle N} naturel pour un entier positif {\displaystyle n>N}, tel que chaque fois {\displaystyle \left({\frac {a_{n}}{a_{n+1}}}\right)^{n}\geq p}, alors la ligne est convergente. Et si {\displaystyle \left({\frac {a_{n}}{a_{n+1}}}\right)^{n}\leq e}, alors la ligne {\displaystyle \sum _{}a_{n}} est divergent. On sait que la méthode de Gyula Bereznai est plus efficace que le soi-disant quotient de D'Alembert, qui est le plus couramment utilisé pour décider de la convergence positive des lignes numériques et de la méthode dite de Raabe-Duhamel. En d'autres termes, le résultat de Gyula Bereznai fournit, entre autres, un outil utile pour l'étude d'une branche des mathématiques extrêmement étudiée, l'analyse harmonique. (Dr. Habil. György Gát) |

## Récompenses
- 1960 - Prix commémoratif Emanuel Beke de la Société mathématique János Bolyai

## Livres
- Théorème de Pythagore[5]
- L'histoire de l'écriture numérique[6]
- Concours de mathématiques dans les écoles normales[7]

## Liens Externes
- Notices d'autorité :   - VIAF
  - ISNI
  - LCCN
  - WorldCat
- Prix pédagogique Gyula Bereznai
- Livres